# Колотаевский
Колотаевский — опустевший хутор в Кумылженском районе Волгоградской области России. Входит в состав Кумылженского сельского поселения.

## История
В соответствии с Законом Волгоградской области от 14 февраля 2005 года № 1006-ОД «Об установлении границ и наделении статусом Кумылженского района и муниципальных образований в его составе» хутор вошёл в состав образованного Кумылженского сельского поселения.

## География
Расположен в западной части региона, в лесостепи, в пределах Хопёрско-Бузулукской равнины, являющейся южным окончанием Окско-Донской низменности.
Абсолютная высота 68 метров над уровнем моря.

## Население
| 2010 |
| ---- |
| 0    |

## Инфраструктура
Было развито личное подсобное хозяйство.

## Транспорт
Просёлочные дороги.